# جاي أ. س. شاندلير
جاي أ. س. شاندلير (بالإنجليزية: J. A. C. Chandler)‏ هو مؤرخ أمريكي، ولد في 29 أكتوبر 1872 في مقاطعة كارولاين في الولايات المتحدة، وتوفي في 31 مايو 1934 في نورفولك في الولايات المتحدة.